# Бениофф, Марк
Марк Бениофф (англ. Marc Russell Benioff; род. 25 сентября 1964, Сан-Франциско, Калифорния, США) — американский бизнесмен и топ-менеджер, миллиардер, один из сооснователей, председатель совета директоров и генеральный директор корпорации Salesforce.
В рейтинге Forbes самых богатых людей из индустрии высоких технологий 2016 года занимал 47 место.

## Биография
Родился 25 сентября 1964 года в городе Сан-Франциско (штат Калифорния, США) в еврейской семье.
Получил степень бакалавра в области науки и искусств, а также почетную степень МВА в Университете Южной Калифорнии.
После окончания университета сменил множества мест работы — работал в области торговли, маркетинга и прочих подобных сферах.
Затем длительное время работал менеджером по продажам в корпорации Oracle, и в возрасте 25 лет получил должность вице-президента компании — став самым молодым сотрудником, достигшим этой должности.
В марте 1999 года стал одним из сооснователей и генеральным директором компании Salesforce.com — занимающейся разработкой сетевого программного обеспечения для отделов продаж (причём одним из изначальных инвесторов Salesforce.com, предоставивший Бениоффу $2 млн собственных средств, был основатель и лидер Oracle Ларри Эллисон).
В 2000 году основал филантропический фонд Salesforce, посредством которого Марк оказывает существенную поддержку множеству компаний и организаций.
Марк Бениофф написал две книги о бизнесе, кроме того он много времени уделяет изучению восточной литературы: и одна из его любимых книг — это «Искусство войны» Сунь Цзы.

## Книги
- Benioff, Marc and Adler, Carlye. Behind the Cloud: The Untold Story of How Salesforce.com Went from Idea to Billion-Dollar Company-and Revolutionized an Industry. — Jossey-Bass, 2009. — 304 p. — ISBN 978-0470521168.